# Buckert
Buckert ist eine Ortslage in der bergischen Großstadt Solingen.

## Geographie
Buckert liegt auf einer Anhöhe oberhalb der Itter im Norden des Stadtteils Wald nahe der Grenze zu Gräfrath. Der Ort liegt entlang der unteren Bausmühlenstraße sowie in Teilen auch an einem Talhang, der nach Norden hin zum Itterstausee abfällt. In der Nähe ist die von der Bausmühlenstraße abzweigende Buckerter Straße, die in östlicher Richtung über Ehrener Mühle nach Ehren und Nümmen führt, nach dem Ort benannt. Im Norden liegen Eschbach, die Bausmühle, der Baus- und der Zieleskotten sowie im Nordwesten Knynsbusch. Im Südwesten von Buckert liegen Lindersberg, südlich liegt Westersburg. Im Südosten liegt die Fuhr.

## Etymologie
Der Name des Ortes lautete ursprünglich In der Buckert. Das Wort könnte sich aus den Bestandteilen Buck- für Buche und -ert (= -art) für Ackerland zusammensetzen. Vermutlich bedeutet es daher etwa: Acker am Buchenwald.

## Geschichte
Der Ort wurde erstmals urkundlich im Jahre 1718 in einem Dokument erwähnt. Er gehörte zur Honschaft Itter innerhalb des Amtes Solingen. Die Topographische Aufnahme der Rheinlande von 1824 verzeichnet den Ort als Buckert und die Preußische Uraufnahme von 1844 ebenfalls als Buckert. In der Topographischen Karte des Regierungsbezirks Düsseldorf von 1871 ist der Ort als Buckert verzeichnet.
Nach Gründung der Mairien und späteren Bürgermeistereien Anfang des 19. Jahrhunderts gehörte Buckert zur Bürgermeisterei Wald, dort lag er in der Flur II. (Holz). 1815/16 lebten 31, im Jahr 1830 34 Menschen im als Weiler bezeichneten Buckert. 1832 war der Ort Teil der Ersten Dorfhonschaft innerhalb der Bürgermeisterei Wald. Der nach der Statistik und Topographie des Regierungsbezirks Düsseldorf als Hofstadt kategorisierte Ort besaß zu dieser Zeit sechs Wohnhäuser und zwei landwirtschaftliche Gebäude. Zu dieser Zeit lebten 47 Einwohner im Ort, allesamt evangelischen Bekenntnisses. Die Gemeinde- und Gutbezirksstatistik der Rheinprovinz führt den Ort 1871 mit elf Wohnhäusern und 70 Einwohnern auf. Im Gemeindelexikon für die Provinz Rheinland von 1888 werden für Buckert zwölf Wohnhäuser mit 57 Einwohnern angegeben. 1895 besitzt der Ortsteil 16 Wohnhäuser mit 95 Einwohnern, 1905 werden 16 Wohnhäuser und 112 Einwohner angegeben.
Mit der Städtevereinigung zu Groß-Solingen im Jahre 1929 wurde Buckert ein Ortsteil Solingens. Große Teile des Ortes mit seinen historischen Fachwerkhäusern wurden durch den Großangriff auf Wald im Rahmen der Luftangriffe auf Solingen am 31. Dezember 1944 und am 1. Januar 1945 zerstört. In der Nachkriegszeit ist der Ort durch bauliche Ausdehnung nach Südwesten hin mit dem nahen Lindersberg zusammengewachsen, so dass beide Orte heute nicht mehr voneinander zu trennen sind.